# Robert Gortat
Robert Gortat (ur. 11 grudnia 1972 w Warszawie) – polski bokser oraz sędzia bokserski.

## Kariera amatorska
Jest synem boksera Janusza Gortata i przyrodnim bratem Marcina Gortata. Ma 188 cm wzrostu.
Sześciokrotny mistrz Polski w boksie amatorskim, w kategorii półciężkiej. Na zawodowstwo przeszedł w 2004.
Był pięciokrotnym indywidualnym mistrzem Polski (trzykrotnie w kategorii 71 kg i po jednym razie w kategoriach 81 kg i 91 kg), czterokrotnie wywalczył indywidualne mistrzostwo Polski (trzy razy w kategorii 71 kg i raz w kategorii 75 kg). Również drużynowo pięciokrotnie zdobywał mistrzostwo Polski (w latach 1993, 1994 i 1995 w barwach Victorii Jaworzno, w 1999 roku jako zawodnik Halexu Elbląg, a w 2000 z KS-em Energetyk Jaworzno). W 1997 zwyciężył w Turnieju imienia Feliksa Stamma, został również uznany za najlepszego zawodnika tego turnieju. W tym samym roku zajął piąte miejsce na mistrzostwach świata w kategorii 71 kg, a w 1998 zajął również piąte miejsce w mistrzostwach Europy w tej samej kategorii wagowej. Walczył w pięciu klubach: Legii Warszawa, KSZO Ostrowiec Świętokrzyski, Victorii Jaworzno, Haleksie Elbląg oraz Energetyku Jaworzno. Pierwszą walkę stoczył w 1987 roku, a miał ich w sumie 286; w 230 zwyciężył, zremisował 10 razy, a 46 razy schodził z ringu pokonany (nigdy nie został znokautowany). 

## Kariera zawodowa
10 października 2004 zadebiutował na ringu zawodowym, pokonując po czterech rundach, jednogłośnie na punkty Ukraińca Dmitra Sharipova. 12 marca 2005 stoczył swój drugi pojedynek, w którym w pierwszej rundzie przez techniczny nokaut zwyciężył Słowaka Stefana Stanko. 21 maja 2005 wygrał swoją trzecią walkę na zawodowym ringu; pokonał w drugiej rundzie przez nokaut Słowaka Petera Homala. Po tym pojedynku Gortat przerwał swoją karierę na cztery lata. 21 czerwca 2009 Gortat powrócił na ring; wygrał przez TKO w 4 rundzie z Polakiem Dariuszem Ballą.
6 listopada 2009 pokonał Łotysza Zaursa Gadzievsa, którego sekundanci poddali w drugiej rundzie. 21 listopada 2009 wygrał swój szósty pojedynek − z Łotyszem Floriansem Strupitsem. Sekundanci rywala Gortata poddali go w trakcie 1. rundy. 12 grudnia 2009 Gortat po 6-rundowym pojedynku wygrał na punkty z Litwinem Remigijusem Ziausysem; zdobył w ten sposób tymczasowy interkontynentalny pas federacji BBU wagi junior ciężkiej.
16 października 2010 obronił interkontynentalny pas federacji BBU kategorii junior ciężkiej; pokonał przez techniczny nokaut w drugiej rundzie Białorusina Pavela Staravoitaua. Była to dziesiąta i zarazem ostatnia walka w zawodowej karierze Gortata.

## Kariera sędziego
17 czerwca 2011 na gali w Rudzie Śląskiej Robert Gortat zadebiutował w roli zarówno sędziego ringowego, jak i punktowego. Pierwszym pojedynkiem prowadzonym przez byłego pięściarza była walka Dariusza Balli z Adrianem Bleszynskim.
25 października 2014 na gali w Częstochowie Gortat był rozjemcą w pokazowej, pożegnalnej walce Andrzeja Gołoty z Danellem Nicholsonem.